# Jolya martorelli
Jolya martorelli is een tweekleppigensoort uit de familie van de Mytilidae. De wetenschappelijke naam van de soort is voor het eerst geldig gepubliceerd in 1878 door Hidalgo.